# Leidy Asprilla
Leidy Johanna Asprilla Solís (18 de abril de 1997-19 de mayo de 2019) fue una futbolista colombiana que jugó como delantera. Jugó para el equipo femenino de Orsomarso y también representó a Colombia en el nivel sub-20, ganando varios títulos.
Aspirlla fue reportada como desaparecida el 19 de mayo de 2019 mientras se dirigía a una sesión de entrenamiento en Palmira. Su cuerpo fue encontrado varios días después en una carretera cercana cerca de su motocicleta. La policía local anunció que ella había muerto en un accidente de tráfico, en lugar de un secuestro o asesinato, como se suponía anteriormente.
Aspirlla representó a Colombia en varios torneos juveniles, incluida la Copa Mundial Femenina Sub-17 de la FIFA 2014.
En el Campeonato Femenino Sub-17 de Sudamérica 2013, anotó el único gol contra Brasil en un partido de la fase de grupos. Ella sufrió una lesión en la rodilla en 2016 que la mantuvo fuera de consideración para el equipo colombiano, pero regresó al equipo sub-20 el año siguiente, Leidy luchaba contra el cáncer y solía decir que "el éxito de la vida se basa en pisar fuerte y ser grande sin agrandarse" la gran futbolista logró ser exitosa sin rendirse .. mientras su vida era complicada , con grandes riesgos